# Juan Manuel de Espinosa
Juan Manuel de Espinosa, né en 1597 à Séville et mort en 1679, est un prélat, évêque d'Urgell et coprince d'Andorre de 1653 à 1664, puis archevêque de Tarragone de 1664 à 1679.

## Biographie
D'une riche famille noble, Juan Manuel de Espinosa est le fils de Juan de Espinosa et de Catalina Manuel de Medina.